# Acrapex ignota
Acrapex ignota is een vlinder van de familie van de uilen (Noctuidae). De wetenschappelijke naam van deze soort is voor het eerst voorgesteld door Emilio Berio in een publicatie uit 1973.
De soort komt voor in Congo-Kinshasa.